# Moala flavovittatus
Moala flavovittatus là một loài bọ cánh cứng trong họ Cerambycidae.